# Gronsveld
Gronsveld (Limburgs: Groéselt) is een plaats in de gemeente Eijsden-Margraten in het zuidwestelijke deel van de Nederlandse provincie Limburg. Ten noorden bevindt zich de gemeente Maastricht en aan de zuidzijde liggen de plaatsen Eijsden en Rijckholt. Op 1 januari 2023 had Gronsveld volgens de gemeente 2.845 inwoners.

## Naam
De oudste vermelding van Gronsveld komt voor in een oorkonde uit 1063, welke zich bevindt in het Rijksarchief te Luik. Hierin is er sprake van het Franstalige (Waalse) Grueles. Gelijkwaardige vermeldingen zijn Gruosles (ca. 1089), Grules (1102) en Grule (1111). Daarna vernederlandst de spelling in 1127 naar Grunesele, gevolgd door Grunsele (1130) en Gronsele (1241). de naam zou "niet omheind grasland" of "hooiweide" betekenen. Vervolgens veranderde de uitgang -e naar -t (Grunselt in 1266), en in de 14e eeuw van -elt naar -velt . Gronsveld heet in het plaatselijk dialect nog steeds Groesselt dan wel Grousselt. Overigens ligt er in Duitsland ook een Grünsfeld, dat "Groen(e) veld" betekent, naar daar stromende Grünbach (=Groene beek),

## Geschiedenis
Gronsveld werd voor het eerst vermeld in 1063. In 1498 werd het een vrije rijksheerlijkheid en omstreeks 1580 werd deze heerlijkheid verheven tot graafschap. In het dorp, dat gelegen was aan de rijksweg van Maastricht naar Luik, ontstond lintbebouwing. In 1895 vond een grote brand plaats. In de tweede helft van de 20e eeuw werd het dorp met enkele woonwijken uitgebreid.
Tot 1982 was Gronsveld een zelfstandige gemeente, waar ook de kernen Rijckholt, Honthem, het noordelijke deel van Eckelrade deel van uitmaakten. In dat jaar ging Gronsveld op in de gemeente Eijsden. Op 1 januari 2011 ging Gronsveld deel uitmaken van de fusiegemeente Eijsden-Margraten. Overigens maakte de nu Maastrichtse wijk Heugem tot 1920 ook deel uit van Gronsveld.

## Bezienswaardigheden
- Het Kasteel van Gronsveld
- De Sint-Martinuskerk uit 1700 met een Philippe Le Picard-orgel
- Onze-Lieve-Vrouw-van-Toevluchtkapel tussen Rijckholt en Gronsveld.
- De Torenmolen van Gronsveld ten noorden van het dorp in de huidige gemeente Maastricht.
- Woonhuizen:
  - Rijksweg 91, in mergelsteen, 2e helft van de 18e eeuw, verbouwd in 1858.
  - Rijksweg 2
  - Rijksweg 4
  - Broekstraat 5 (van 1714)
  - Stationsstraat 19 (van 1714)
  - Huis De Beuk in het Savelsbos
- Boerderijen
  - Rijksweg 79-81, vermoedelijk leenhof van 1690, baksteen met mergelstenen speklagen
  - Rijksweg 109, van 1791, L-vormige hoeve.
  - Rijksweg 119, L-vormige 18e-eeuwse vakwerkhoeve.
  - Rijksweg 164, 18e-eeuwse L-vormige hoeve.
- Voormalig station, van 1861.
- Trichterberggroeve, geologisch monument

## Natuur en landschap
Gronsveld ligt in het Maasdal, tegen de helling van Plateau van Margraten, op een hoogte van ongeveer 60 meter. Op deze helling bevindt zich het natuurgebied Savelsbos. In het Maasdal is de fruitteelt belangrijk. In deze plaats bevonden zich tot een aantal jaren geleden twee fruitveilingen met een regionale functie. De Zuid-Limburgse veilingen zijn tegenwoordig alle geconcentreerd in Margraten. Veel boomgaarden vielen ten offer aan de uitbreiding van Maastricht, waardoor de wijk De Heeg, ten noorden van Gronsveld, omstreeks 1980 vrijwel aan het dorp werd vastgebouwd. Een kleine hoogstamboomgaard ten noorden van Gronsveld wordt nog traditioneel beheerd: Boomgaard Gronsveld.

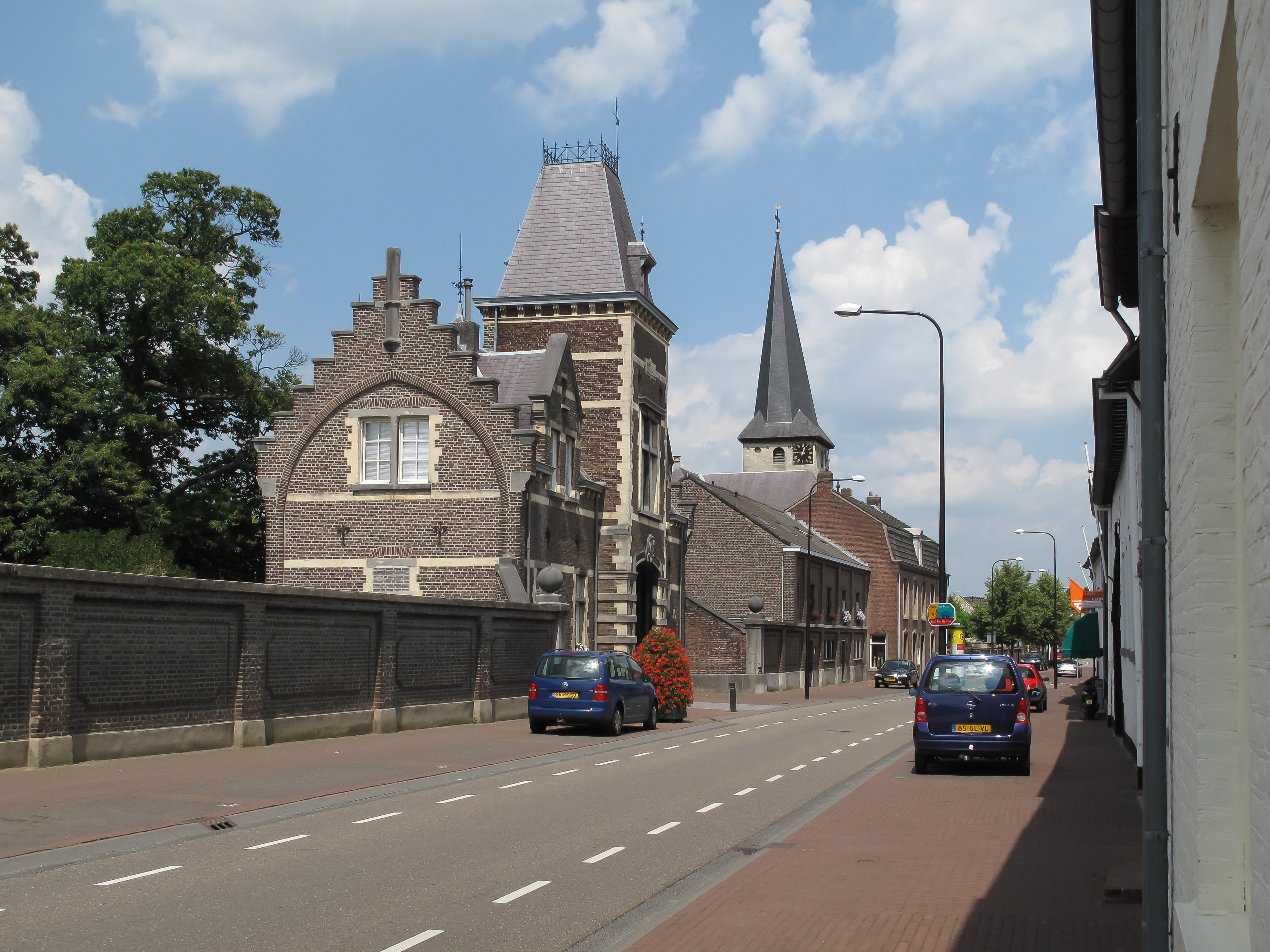
Straatzicht
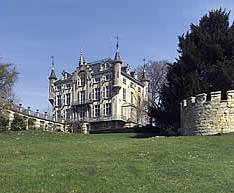
Kasteel van Gronsveld
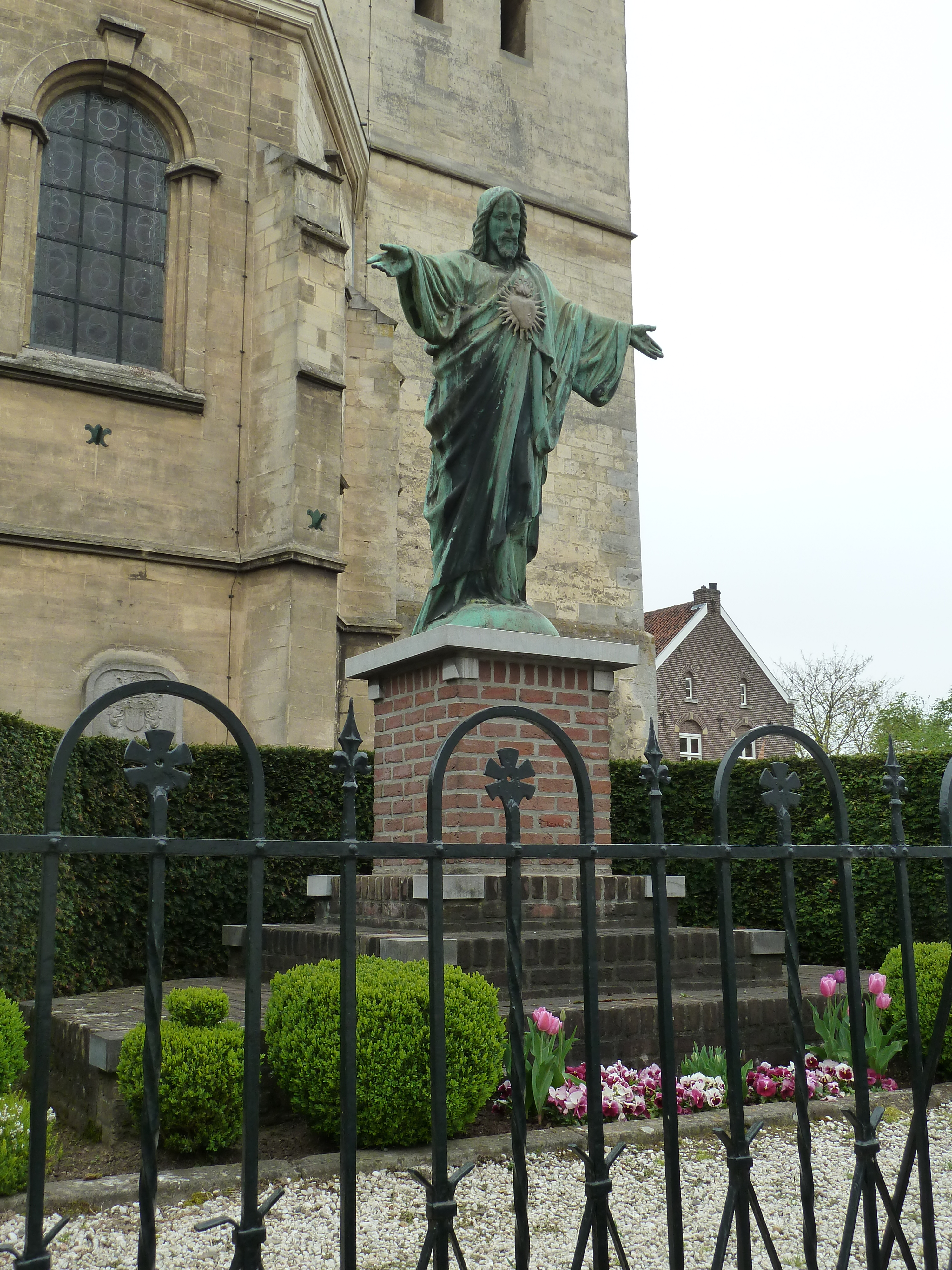
Heilig Hartbeeld
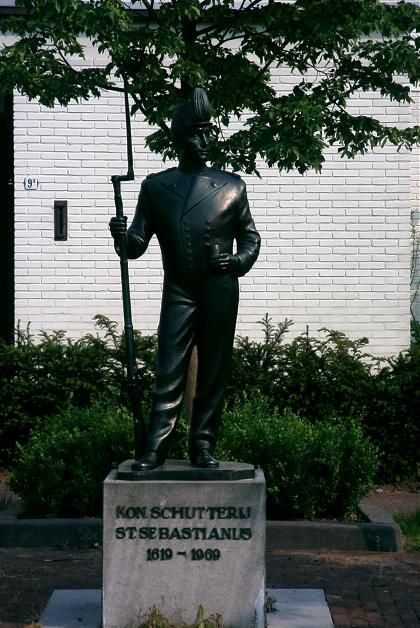
De Grenedeer
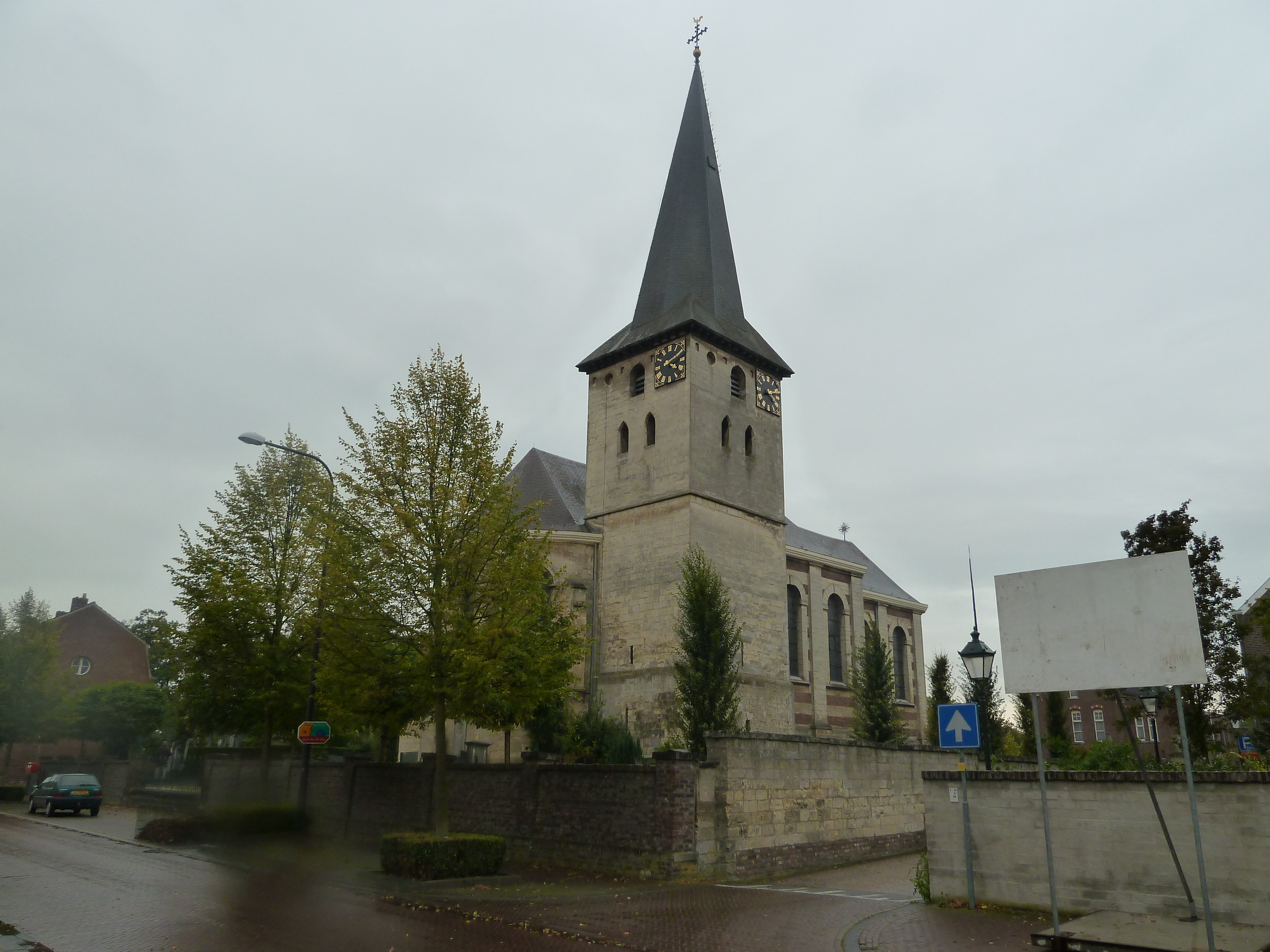
Kerk
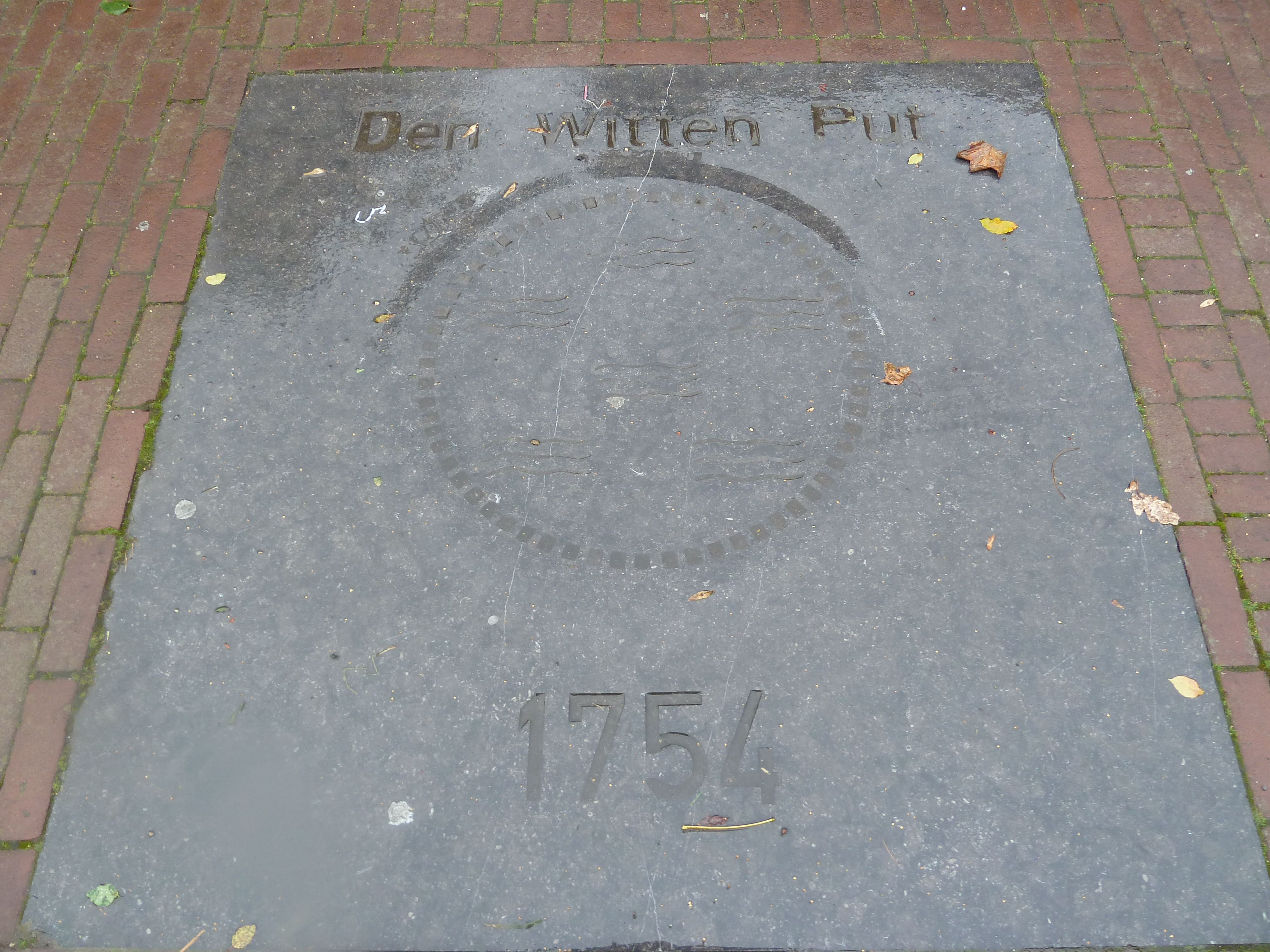
Den Witten Put

## Verenigingsleven
Van belang zijn
- De Koninklijke Schutterij Sint Sebastianus, opgericht in 1619
- De Koninklijke Harmonie van Gronsveld uit 1835.

## Nabijgelegen kernen
Eckelrade, Heugem, Maastricht (De Heeg), Rijckholt, Cadier en Keer